# Sommertid (tv-program)
Sommertid er et sommerprogram, der blev sendt på DR1 i sommeren 2007 og er løbene blevet genudsendt, senest i 2011. I programmerne besøger værten Jens Blauenfeldt en attraktion i Danmark for at give en hjælpende hånd.

## Sommertid 2007
- Tivoli i København
- Den Gamle By i Aarhus
- Odense Zoo
- Bonbon-land
- Sønderborg Idrætshøjskole
- Ærø
- Western Camp i Rødby

- Knuthenborg
- Legoland Billund Resort
- Roskilde Festival
- Bøjden Strand Feriepark
- København
- Skagen
- Skallerup Market
- Lykken